# Februarie 2009
Acest articol este generat integral pe baza informațiilor din articolul 2009 și este actualizat periodic de un robot.
 Editările făcute în articol vor fi șterse la următoarea actualizare! Dacă doriți să faceți modificări, editați articolul-sursă.

ianuarie -
februarie -
martie -
aprilie -
mai -
iunie -
iulie -
august -
septembrie -
octombrie -
noiembrie -
decembrie
Februarie 2009 a fost a doua lună a anului și a început într-o zi de duminică.

## Evenimente

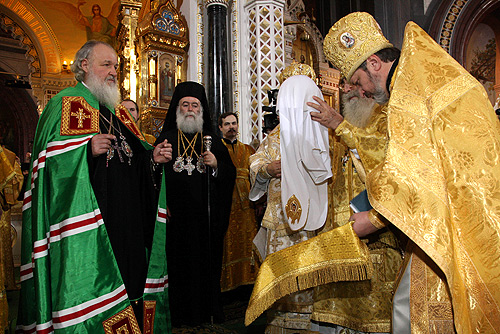
Kirill I al Moscovei a devenit cel de-al 16-lea patriarh al Bisericii Ortodoxe Ruse.

- 1 februarie: Kirill I al Moscovei a devenit cel de-al 16-lea patriarh al Bisericii Ortodoxe Ruse.
- 1 februarie: Echipa masculină de handbal a Franței a câștigat Campionatul Mondial din Croația după ce a învins în finală echipa Croației.
- 1 februarie: S-a încheiat a 97-a ediție a turneului de tenis de Grand Slam Australian Open. La simplu, câștigătorii acestei ediții au fost Rafael Nadal la masculin și Serena Williams la feminin.
- 2 februarie: Guvernul din Zimbabwe a anunțat o reformă monetară, prin tăierea a 12 zerori din dolarul zimbabwean. Astfel un trilion de dolari zimbabweni vechi au fost reevaluați la un dolar zimbabwean nou.[1]
- 3 februarie: Curtea de la Haga a dat verdictul în procesul dintre România și Ucraina privind delimitarea platoului continental în zona Insulei Șerpilor. 79,3% din zona aflată în dispută a revenit României, iar restul Ucrainei.[2]
- 3 februarie: A fost anunțată decoperirea celei mai mici exoplanete denumită Corot-Exo-7b.
- 7 februarie: Caniculă în Australia (+46,4°C) în urma căreia au izbucnit mai multe incendii; peste 130 de persoane decedate.
- 10 februarie: Coliziune la o altitudine de 800 km deasupra Siberiei între doi sateliți, unul de origine americană folosit pentru comunicații și lansat în 1997 și celălalt, un satelit militar rus lansat în 1993.[3]
- 13 februarie: Jaf armat (aproape 60.000 euro) la o bancă din Cluj. Este primul jaf armat asupra unei bănci în ultimii 50 de ani din România.[4]
- 22 februarie: A 81-a ediție a premiilor Oscar.

## Decese
- 1 februarie: Anastasie Iordache, 75 ani, istoric român (n. 1933)
- 1 februarie: Jim McWithey, 81 ani, pilot american de Formula 1 (n. 1927)
- 2 februarie: Constantin Ciopraga, 92 ani, critic literar, membru de onoare al Academiei Române (n. 1916)
- 2 februarie: Marius Pepino, 83 ani, actor român (n. 1925)
- 3 februarie: Virgil Almășanu, 82 ani, pictor român (n. 1926)
- 5 februarie: Albert Barillé, 88 ani, producător francez de film (n. 1920)
- 6 februarie: James Whitmore, 87 ani, actor american (n. 1921)
- 8 februarie: Marian Cozma, 26 ani, handbalist român (n. 1982)
- 9 februarie: Alexandru Danielopol, 92 ani, jurist român (n. 1916)
- 11 februarie: Willem Johan Kolff, 97 ani, medic internist neerlandez, pionier al hemodializei, inima artificială (n. 1911)
- 13 februarie: Gianna Maria Canale, 81 ani, actriță italiană (n. 1927)
- 15 februarie: Kazuhiko Nishijima, 82 ani, fizician japonez (n. 1926)
- 18 februarie: Tayeb Salih, 79 ani, scriitor sudanez (n. 1929)
- 19 februarie: Kelly Groucutt (n. Michael William Groucutt), 63 ani, muzician britanic (Electric Light Orchestra), (n. 1945)
- 19 februarie: Petru Nedov, 82 ani, academician din R. Moldova de etnie bulgară (n. 1926)
- 20 februarie: Eugenia Bădulescu, 87 ani, actriță română de teatru și film (n. 1921)
- 20 februarie: Costin Cazaban, 62 ani, compozitor francez de etnie română (n. 1946)
- 20 februarie: Grigore Dogaru, 88 ani, preot greco-catolic român (n. 1921)
- 20 februarie: Gheorghe Singur, 78 ani, economist din R. Moldova (n. 1930)
- 24 februarie: Ádám Anavi, 99 ani, scriitor maghiar (n. 1909)
- 25 februarie: Philip José Farmer, 91 ani, scriitor american (n. 1918)
- 27 februarie: Manea Mănescu, 92 ani, comunist român (n. 1916)
- 28 februarie: Miguel Serrano, 91 ani, diplomat, jurnalist, explorator și poet chilian (n. 1917)